# アカズムカデ
アカズムカデは、オオムカデ目オオムカデ科のムカデの一種。日本では1887年に横浜から記録されたが、本記録も含め、確実な記録はなく日本にはもともと生息していないと考えられる。トビズムカデの頭板および第1背板には顕著な色彩変異があり，頭板および第1背板が赤色のトビズムカデが誤ってアカズムカデとして紹介されていることがある。

## 分布
中国南部、東南アジアなどに分布する。ペットとして日本でも飼育されている。他のオオムカデ類と同様森林や草むらに生息する。

## 全体の特徴
体長10- 20 cmで、トビズムカデよりは一回り大きい。頭は暗赤色で胴体は茶褐色、歩脚は黄色から赤色まで個体差がある。トビズムカデと比べると、曳航肢が太い。

### ノート
1. ↑  Haase E (1887) Die Indisch-Australischen Myriopoden. 1. Chilopoden. Abhandlungen und Berichte des Königlichen zoologischen und anthropologisch-ethnographischen Museum zu Dresden 4: 1–118.
2. 1 2  篠原 圭三郎 (1988) 日本産多足類の学名の検討 XII. Scolopendra属のdamnosaとmultidens. Takakuwaia, (20): 1–3.